# Anthony de Mello
Anthony de Mello (* 4. September 1931 in Santa Cruz, Bombay, Indien; † 1. Juni 1987 in New York, USA) war Jesuitenpriester und spiritueller Lehrer.

## Überblick
Anthony de Mello studierte Philosophie, Theologie und Psychologie und gründete das Sadhana Institute in Lonavia (ursprünglich: Institute of Pastoral Counseling and Spirituality am de Nobili College in Pune, Indien).
Anthony de Mello war vor allem ein multikulturell geprägter Lehrer, der auf humorvolle Art und Weise lebenspraktische Weisheiten und Erzählungen aus allen religiösen Lehren vermittelte.
Laut einer Notification des Heiligen Stuhls von 1998, unterzeichnet von Kardinal Joseph Ratzinger, habe er sich zunehmend von der Akzeptanz Jesu Christi als Sohn Gottes und der Relevanz der Heiligen Schrift entfernt, so dass Teile der Lehre de Mellos „mit dem katholischen Glauben unvereinbar sind und gravierenden Schaden anrichten können.“ 1999 verteidigte ihn der Missionswissenschaftler Anand Nayak wie folgt: „Pater Anthony de Mello hätte seliggesprochen werden sollen, nicht vom Vatikan verurteilt... Er hat Tausende von Menschen zum Gebet und zum spirituellen Leben geführt; dieser Mystiker von heute hat so vielen Menschen geholfen, zu leben.“ Die vatikanische Intervention gegen Anthony de Mello bezeichnete Nayak als „ein weiteres Beispiel für das kulturelle Missverständnis zwischen Ost und West“.
De Mello war befreundet mit dem spanischen Jesuiten, Autor und Mathematiker  Carlos G. Vallés.

## Werke (Auswahl)
- Eine Minute Weisheit (Originaltitel: One Minute Wisdom, übersetzt von Ursula Schottelius), Herder, Freiburg im Breisgau / Basel / Wien 1986, ISBN 978-3-451-06366-4 (= Herder Spektrum, Band 6366).
- Der springende Punkt. Wach werden und glücklich sein. Herder, Freiburg im Breisgau / Basel / Wien 1991, ISBN 3-451-22170-5.
- Wo das Glück zu finden ist (Jahreslesebuch). Herder, Freiburg im Breisgau / Basel / Wien 1994, ISBN 3-451-23323-1.
- Die Fesseln lösen. Einübung in erfülltes Leben. Herder, Freiburg im Breisgau / Basel / Wien 1994, ISBN 3-451-23465-3.
- 365 Geschichten, die gut tun. Weisheit für jeden Tag. Neuausgabe, herausgegeben von Jorg Lix. Herder, Freiburg im Breisgau 2006, ISBN 978-3-451-29245-3.